# Tom Brok

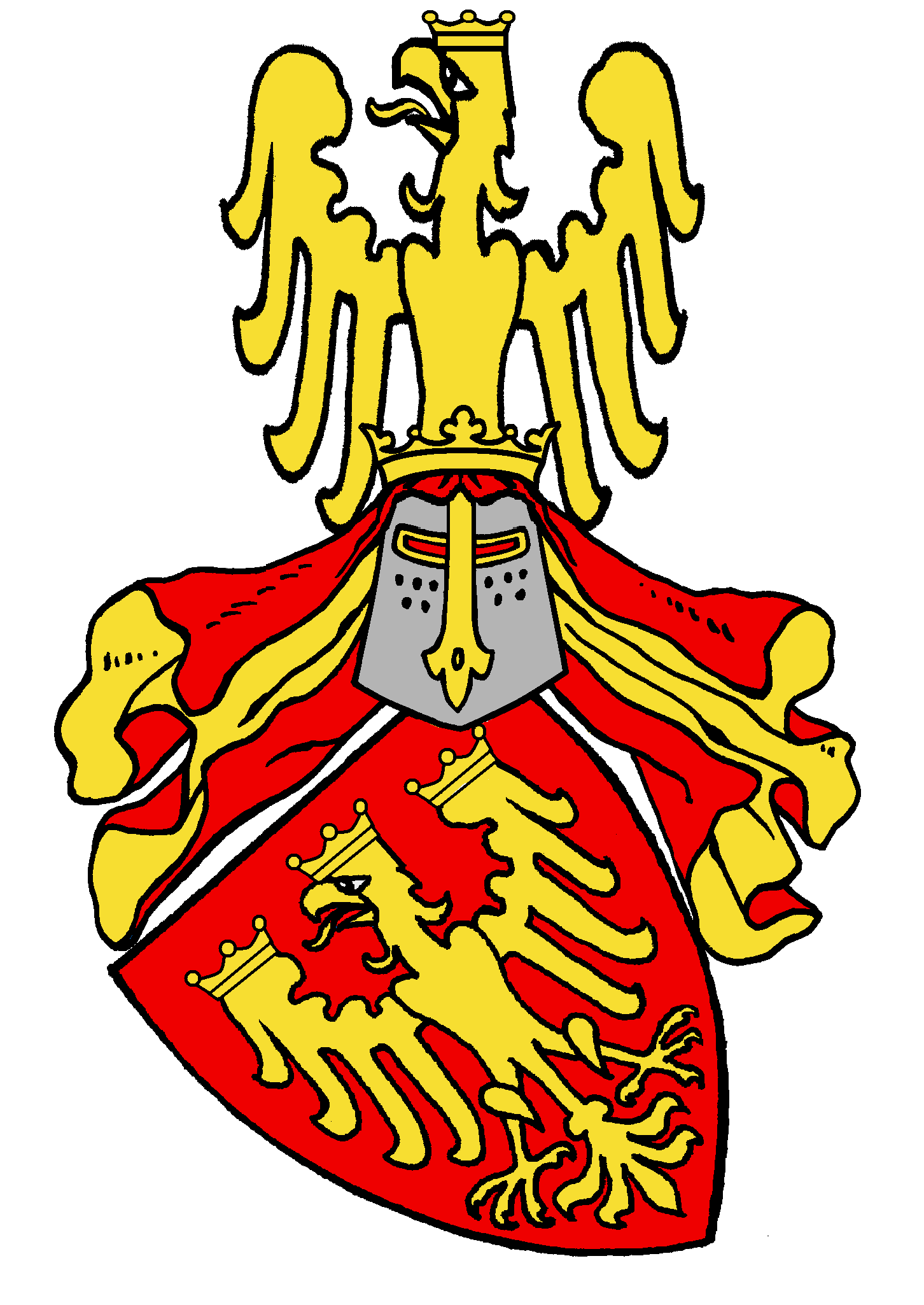
Wappen der tom Brok

Die tom Brok (auch: tom Broke, tom Brook, tom Broek, ten Brok, ten Broke) waren ein mächtiges ostfriesisches Häuptlingsgeschlecht, ursprünglich aus dem Norderland. Unter den friesischen Häuptlingsfamilien versuchten die tom Brok seit der zweiten Hälfte des 14. Jahrhunderts, Ostfriesland zu beherrschen. Mit Ocko II. starb 1435 der letzte Häuptling aus dem Haus der tom Brok.

## Aufstieg und Fall
Frühester historisch belegter Vertreter der Familie ist Keno Kenesna, der 1309 einer der drei consules et advocati terrae Nordensis war. Ursprünglich war der Grundbesitz der Familie im Brokmerland vermutlich nicht sehr groß. Nachkommen hatten um 1347 bereits die Gerichtsherrschaft in den Kirchspielen Uttum und Visquard inne, und die Familie zählte zu den einflussreichsten im Emsigerland sowie dem Norderland. Im Brokmerland unterhielten die tom Brok einen Redgerhof in Engerhafe, der dem Besitzer das Recht zur Ausübung des Richteramtes gab. Kenos Enkel, Keno Hilmerisna wurde schließlich von den Brookmerländern zum Häuptling gewählt. Er war der Erste, der sich tom Brok nannte. 1361 führte er das Landesaufgebot gegen Edo Wiemken an und wurde 1371 erstmals Häuptling des Brokmerlandes. Des Weiteren gehörte er zu den alljährlich gewählten vier Consules des Norderlandes.
Kenos Sohn Ocko I. (um 1345–1391) wurde am Hof von Neapel zum Ritter geschlagen und weitete den Besitz um das Norderland aus. 1379 wurde das Emsigerland nördlich von Emden in Besitz genommen, das Harlingerland und das Auricherland ebenso. In der Folgezeit wurde das Auricherland mit seiner Burg in Aurich zum Zentrum der Herrschaft der tom Brok. 1381 trug Ocko I. Herzog Albrecht von Bayern als Grafen von Holland seine Herrschaft als Lehen an. Dies sahen die Ostfriesen als Verletzung der friesischen Freiheit und Ocko I. wurde vor seiner Auricher Burg ermordet.
Ockos Witwe Quade Foelke übernahm zunächst für Ockos unehelichen Sohn Widzeld vormundschaftlich die Regierung. Dieser nahm, nachdem er die Souveränität erlangt hatte, die Vitalienbrüder unter Klaus Störtebeker auf und bot ihnen einen Rückzugsraum in Ostfriesland. Widzeld starb 1399 in der Kirche zu Detern den Feuertod durch einen von Kriegern des Erzbischofs von Bremen, des Grafen von Oldenburg und anderer Verbündeter gelegten Brand. Dies veranlasste die Hanse zum Eingreifen gegen die Vitalienbrüder um 1400.
1400 zwang die Hanse Widzelds Nachfolger Keno II., das Bündnis mit den Seeräubern aufzugeben. Keno besiegte 1413 den Emder Häuptling Hisko Abdena, 1415 weitete er seine Herrschaft auch auf das westliche Friesland aus.
Kenos Sohn Ocko II. erbte derart große Herrschaftsgebiete, dass er sich Häuptling von Ostfriesland nennen konnte. Er festigte 1421/22 durch den Sieg des mit ihm verbündeten Häuptlings Focko Ukena seine Herrschaft in Westfriesland und Emden. In der Folgezeit kam es jedoch zwischen Focko Ukena und Ocko tom Brok zu Streitigkeiten, die in offene Kriegshandlungen übergingen. Nach einem ersten Sieg des ostfriesischen Häuptlings Focko Ukena über Ocko II. bei Detern 1426 verbündete sich Focko mit dem Bischof von Münster und zahlreichen ostfriesischen Häuptlingen gegen den auf das Brokmerland beschränkten Ocko und schlug ihn am 28. Oktober auf den Wilden Äckern zwischen Oldeborg und Marienhafe endgültig. Er wurde nach Leer gebracht und blieb vier Jahre lang inhaftiert. 1435 verstarb er machtlos als letzter seines Geschlechts in Norden.

## Literatur

Wappen der tom Brok